# روميو إتش. فرير
روميو إتش. فرير هو محامي ودبلوماسي وقاضي وسياسي أمريكي، ولد في 9 نوفمبر 1846 في Bazetta Township, Ohio ‏ في الولايات المتحدة، وتوفي في 9 مايو 1913. نشط حزبياً في الحزب الجمهوري. وقد انتخب عضو مجلس النواب الأمريكي ‏.